# توینتس
توینتس (به آلمانی: Teunz) یک شهر در آلمان است که در بایرن واقع شده‌است.

## خصوصیات
توینتس ۳۰٫۷۴ کیلومترمربع مساحت دارد ۴۴۸ متر بالاتر از سطح دریا واقع شده‌است.